# لیکوود پارک (تنسی)
لیکوود پارک(به انگلیسی: Lakewood Park) شهری در ایالت تنسی کشور ایالات متحده آمریکا است که جمعیت آن در سرشماری سال ۲۰۱۰ میلادی، ۹۹۰ نفر بوده‌است.